# Губайдуллин, Миннигали Хабибуллович
Миннигали Хабибуллович Губайду́ллин (8 марта 1921 — 8 марта 1944) — участник Великой Отечественной войны, Герой Советского Союза. Командир пулемётного взвода 309-го гвардейского стрелкового полка 109-й гвардейской стрелковой дивизии 28-й армии 3-го Украинского фронта, гвардии лейтенант.

## Биография
Родился в селе Уршакбашкарамалы Миякинского района Башкирской АССР в крестьянской семье 28 октября (по другим сведениям 8 марта) 1923 года.
По национальности в источниках есть расхождения: татарин или башкир.
В июле 1939 года приехал в Ашу, поступил работать в доменный цех Ашинского металлургического завода.
В 1940—1941 годах учился в нефтяном техникуме в Баку.
В 1941 году призван в Красную Армию. Окончил ускоренный курс военного училища в 1942 году. На фронте с 1942 года. В 109-ю стрелковую дивизию зачислен в июне 1943 года.
26—27 сентября 1943 года проявил мужество и отвагу в боях на реке Молочной. Дважды раненый, он отказался покинуть поле боя. За смелость и решительность, проявленные в боях с 21 января по 4 февраля 1944 года северо-восточнее 5-го километра села Соломки Николаевской области, в наступательном бою 7 февраля 1944 года на населённый пункт Большая Лепетиха
приказом от 13 февраля 1944 года был награждён орденом Красной Звезды.
8 марта 1944 года командир взвода лейтенант Губайдуллин получил приказ любой ценой подавить огневую точку на одном из курганов и разорвать таким образом оборонительную линию противника на рубеже Дудчаны — Рядовое. В ходе штурма тяжело раненый лейтенант своим телом закрыл амбразуру вражеского дзота. 3 июня 1944 года указом Президиума Верховного Совета СССР гвардии лейтенанту М. Х. Губайдуллину было присвоено звание Героя Советского Союза.
Был похоронен в Николаевской области на северо-западной окраине села Александровка, позднее перехоронен на кургане у села Дудчаны.

## Память
- Ему установлены памятники в селе Дудчаны, селе Киргиз-Мияки Миякинского района Республики Башкортостан, в г. Уфа. Установлен бюст на родине в селе Уршакбашкарамалы.

- В его честь названы улицы в Дудчанах, Херсоне, Бериславе, Нововоронцовке, Салавате и Уфе; лицей № 94 в Уфе.

- Возле памятника, посвящённого подвигу А. Матросова и М. Губайдуллина, в г. Уфа горит вечный огонь. Мемориал расположен в Парке Победы (1980, скульпторы Л. Кербель, Н. Любимов, Г. Лебедев).

- Башкирский писатель Яныбай Хамматов увековечил подвиг в биографическом романе «Тыуған көн» (День Рождения).
- Багаутдинов Айрат Маратович, Багаутдинов Рушан Айратович. Боевой путь Героя Советского Союза Минигали Губайдуллина. Монография. Уфа. Издательство БашГУ. 2022. — 284 с. ISBN 978-5-7477-5467-6

## Семья
Его старший брат Губайдуллин Тимиргали Хабибуллович пропал без вести в апреле 1944 года.